# انتخابات مجلس الأمن التابع للأمم المتحدة 1982
أُجريت انتخابات مجلس الأمن التابع للأمم المتحدة لعام 1982 في 19 أكتوبر 1982 خلال الدورة السابعة والثلاثين للجمعية العامة للأمم المتحدة، التي عقدت في مقر الأمم المتحدة في مدينة نيويورك. انتخبت الجمعية العامة مالطا وهولندا ونيكاراغوا وباكستان وزيمبابوي أعضاءً غير دائمين في مجلس الأمن التابع للأمم المتحدة لمدة عامين تبدأ في 1 يناير 1983. انتخبت كل من مالطا وزيمبابوي في المجلس لأول مرة.

## القواعد
يتألف مجلس الأمن من 15 مقعدا، يشغلها خمسة أعضاء دائمين وعشرة أعضاء غير دائمين. وفي كل عام، يتم انتخاب نصف الأعضاء غير الدائمين لمدة عامين. ولا يجوز للعضو الحالي أن يترشح على الفور لإعادة انتخابه.
وفقًا للقواعد التي يتم بموجبها تناوب المقاعد العشرة غير الدائمة في مجلس الأمن بين الكتل الإقليمية المختلفة التي تقسم إليها الدول الأعضاء في الأمم المتحدة تقليديًا لأغراض التصويت والتمثيل،  يتم تخصيص المقاعد الخمسة المتاحة على النحو التالي:
- مقعد للدول الأفريقية (تشغله أوغندا)
- مقعد لبلدان المجموعة الآسيوية (تسمى الآن مجموعة آسيا والمحيط الهادئ)[5] (تشغله اليابان)
- مقهد لمجموعة أمريكا اللاتينية ومنطقة البحر الكاريبي (تشغله بنما)
- مقعدان لمجموعة أوروبا الغربية ودول أخرى (تشغلهما أيرلندا وإسبانيا)

ولكي يتم انتخابه، يجب أن يحصل المرشح على أغلبية ثلثي الحاضرين والمصوتين. إذا كان التصويت غير حاسم بعد الجولة الأولى، فسيتم إجراء ثلاث جولات من التصويت المقيد، تليها ثلاث جولات من التصويت غير المقيد، وهكذا، حتى يتم الحصول على نتيجة. في التصويت المقيد، لا يجوز التصويت إلا على المرشحين الرسميين، بينما في التصويت غير المقيد، يجوز التصويت على أي عضو في مجموعة إقليمية معينة، باستثناء أعضاء المجلس الحاليين.

## المرشحون
وأبلغت البرتغال، نيابة عن مجموعة أوروبا الغربية ودول أخرى، الجمعية أن مالطا وهولندا ونيوزيلندا مرشحة للمقعدين المخصصين لهذه المجموعة، دون تأييد أي منها. وقد أبلغت المجموعة الآسيوية تأييدها كتابيا. وقبل التصويت، قرأ رئيس الجمعية رسالة من رئيس المجموعة يؤيد فيها باكستان. ولم تؤيد مجموعة أمريكا اللاتينية ومنطقة البحر الكاريبي والمجموعات الأفريقية أي مرشحين.

## النتيجة

### الجولة الأولى
| الدولة                  | الجولة الأولى |
| زيمبابوي                | 138           |
| باكستان                 | 127           |
| هولندا                  | 100           |
| مالطا                   | 94            |
| نيكاراغوا               | 92            |
| نيوزيلندا               | 77            |
| جمهورية الدومينيكان     | 59            |
| سريلانكا                | 6             |
| باربادوس                | 1             |
| بنين                    | 1             |
| قبرص                    | 1             |
| جزر القمر               | 1             |
| جمهورية الكونغو الشعبية | 1             |
| الدنمارك                | 1             |
| غانا                    | 1             |
| الهند                   | 1             |
| السنغال                 | 1             |
| ممتنعون                 | 0             |
| بطاقات الاقتراع الباطلة | 0             |
| الأغلبية المطلوبة       | 102           |

### جولات لاحقة
وبعد الجولة الأولى، تم إجراء التصويت للمجموعتين الجغرافيتين المتبقيتين بشكل منفصل. ومن خلال إجراء القرعة، تقرر إجراء التصويت على مقعد مجموعة أمريكا اللاتينية ومنطقة البحر الكاريبي أولا.

#### مجموعة أمريكا اللاتينية ومنطقة البحر الكاريبي
| الدولة                  | الجولة الثانية | الجولة الثالثة |
| نيكاراغوا               | 99             | 104            |
| جمهورية الدومينيكان     | 55             | 50             |
| ممتنعون                 | 1              | 1              |
| بطاقات الاقتراع الباطلة | 0              | 0              |
| الأغلبية المطلوبة       | 103            | 103            |

#### مجموعة دول أوروبا الغربية ودول أخرى
| الدولة                  | الجولة الثانية | الجولة الثالثة |
| هولندا                  | 103            | -              |
| مالطا                   | 102            | 111            |
| نيوزيلندا               | 66             | 43             |
| ممتنعون                 | 1              | 1              |
| بطاقات الاقتراع الباطلة | 0              | 0              |
| الأغلبية المطلوبة       | 103            | 103            |

## روابط خارجية
- وثيقة الأمم المتحدة A/59/881 مذكرة شفوية من البعثة الدائمة لكوستاريكا تحتوي على سجل لانتخابات مجلس الأمن حتى عام 2004